# Paúl (Burgos)
Paúl es una entidad de población española del municipio de Valle de Valdelucio, perteneciente a la provincia de Burgos, en la comunidad autónoma de Castilla y León.

## Toponimia
El lugar puede aparecer referido como «Paúl» y «Paúl de Valdelucio».

## Historia
Hacia mediados del siglo XIX, el lugar, ya por entonces perteneciente a Valle de Valdelucio, tenía contabilizada una población de 33 habitantes. Aparece descrito en el duodécimo volumen del Diccionario geográfico-estadístico-histórico de España y sus posesiones de Ultramar de Pascual Madoz con las siguientes palabras:

PAUL DE VALDELUCIO: ald. en la prov., dióc., aud. terr. y c. g. de Búrgos (11 1/2 leg.), part. jud. de Villadiego (5), y ayunt. titulado del valle de Valdelucio (1/4). sit. al pie de un monte, en clima frio, donde se hacen sentir con mas frecuencia los vientos N. y O., siendo las enfermedades dominantes los reumas y fiebres catarrales. Tiene 10 casas; una escuela de educacion primera frecuentada por 10 alumnos y dotada con 200 rs. satisfechos por aquellos; una fuente de cuyas saludables aguas se surte el vecindario para sus usos; una igl. parr. (San Pedro Apóstol) servida por un cura de provision ordinaria y un sacristan. Confina el térm.: N. Puentetoma (prov. de Palencia) y Fuencaliente; E. Renedo de la Escalera; S. Rebolledo de Traspeña, y O. Castrecias. Su terreno es secano y muy poco productivo; hay varios prados naturales y á corta dist. del pueblo se encuentra un monte poblado de hayas y matas de roble. Los caminos se hallan en mediano estado y comunican con los pueblos limítrofes. correo: se recibe de Aguilar de Campoó por los mismos particulares. prod.: trigo, centeno, cebada, yeros y algunas legumbres; ganado lanar y vacuno, y caza de perdices. ind.: la agricultura y ganadería. pobl.: 9 vec., 33 alm. cap. prod.: 140,300 rs. imp.: 13,972. contr. 1,146 reales 25 maravedises.
(Madoz, 1849, p. 720)

En 2022, tenía empadronados diecinueve habitantes.